# شاه‌پروانه‌ایان
زیرتیرۀ شاه‌پروانه‌ایان (نام علمی: Apaturinae) جزء تیره فرچه‌پایان و عضو بالاخانواده پروانه‌وارها می‌باشد.